# Э
Э, э (E) — кирилична літера, 30-та літера білоруської кириличної та 31-ша літера російської абетки; в інших сучасних слов'янських мовах не вживається. Її вважають запозиченою глаголичною формою «єсть» (Є), котра має вигляд  і позначала нейотований звук. 

## Історія
В російській кирилиці знак Э вживають щонайменше з кінця XVI століття. Наприклад, вона багаторазово трапляється в рукописній Познанській збірці, списаній (за винятком пізніших останніх сторінок) в кінці XVI століття(в таких словах як «цэсар», «рыцэр» і т. д.). Трапляється вона також у московському 1648 року виданні граматики Смотрицького: этѷмоло́гїа . Офіційно в російську абетку Э було включено 1708 року при створенні гражданського шрифту. 
В сербському варіанті гражданського алфавіту знаки Э та Є були альтернативами одне одному і позначали один звук — йотований [Е]. Спершу частіше вживали Э, згодом навпаки. Втім обидві літери було відкинуто реформою Вука Караджича.

## Таблиця кодів
| Кодування    | Реєстр | Десятковий код | 16-ковий код | Вісімковий код | Двійковий код     |
| ------------ | ------ | -------------- | ------------ | -------------- | ----------------- |
| Юнікод       | Велика | 1069           | 042D         | 002055         | 00000100 00101101 |
| Юнікод       | Мала   | 1101           | 044D         | 002115         | 00000100 01001101 |
| ISO 8859-5   | Велика | 205            | CD           | 315            | 11001101          |
| ISO 8859-5   | Мала   | 237            | ED           | 355            | 11101101          |
| KOI-8        | Велика | 252            | FC           | 374            | 11111100          |
| KOI-8        | Мала   | 220            | DC           | 334            | 11011100          |
| Windows-1251 | Велика | 221            | DD           | 335            | 11011101          |
| Windows-1251 | Мала   | 253            | FD           | 375            | 11111101          |

В HTML велику літеру Э можна записати як &#1069; або &#x42D;, а малу э — як &#1101; або &#x44D;.